# 河泰圭
河泰圭（韩语： Ha Taegyu，1989年12月20日—），韩国男子击剑运动员，2010年亚洲运动会男子花剑团体铜牌得主、2018年亚洲运动会男子花剑团体金牌得主、2022年亚洲运动会男子花剑团体金牌得主。